# Anthrax macrocerus
Anthrax macrocerus är en tvåvingeart som beskrevs av Paramonov 1935. Anthrax macrocerus ingår i släktet Anthrax och familjen svävflugor. Inga underarter finns listade i Catalogue of Life.